# بلوک‌یایلا (کاهتا)
بلوک‌یایلا (ترکی استانبولی: Bölükyayla کردی: Mazêl) منطقهٔ مسکونی کردنشین در ترکیه است که در بخش کاهتا واقع شده‌است.